# Шаронов, Геннадий Иванович
Геннадий Иванович Шаронов — советский хозяйственный и государственный деятель, Герой Социалистического Труда.

## Биография
Родился в 1932 году в деревне Шапошное. Член КПСС.
Окончил ремесленное училище в Горьком.
В 1948—1999 — токарь цеха номер 2 завода номер 92, токарь Горьковского машиностроительного завода.
Указом Президиума Верховного Совета СССР от 26 апреля 1971 года присвоено звание Героя Социалистического Труда с вручением ордена Ленина и золотой медали «Серп и Молот».
Депутат Верховного Совета СССР 10-го созыва. Делегат XXVI съезда КПСС.
Умер в 2014 году в Нижнем Новгороде.

## Награды и звания
- Герой Социалистического Труда (26.04.1971)
- Орден Ленина (26.04.1971)
- Орден Трудового Красного Знамени (25.03.1974)